# Меркулов Микола Кузьмич
Мико́ла Кузьми́ч Мерку́лов (7 травня 1884-)[коли?] капітан, полковник РІА, полковник Армії УНР.

## Життєпис
Закінчив Тифліське військове училище.
З початком Першої світової війни в 1914 році служив у 60 дивізії 240-му Ваврському полку. Відзначився в боях під Львовом, де був поранений в званні капітана. Після госпіталю його призначили командиром 25-го піхотного запасного полку, який розташовувався в Бахмуті.
Після лютневої революції 1917 року взяв участь в українізації 25 запасного полку на базі якого був створений 25-й Український запасний полк. У вересні 1917 року брав участь в придушенні п'яного бунту в Бахмуті.
В кінці 1917 за наказом Ю. Капкана 25-й Український полк та 24-й Український полк були об'єднані бригаду командиром якої призначили Меркулова.
В ході українсько-більшовицького протистояння на Донбасі в кінці 1917 - початку 1918  бригада під командуванням Меркулова зазнала поразки, сам полковник зник в невідомому напрямку.
Про втечу Меркулова більшовики залишили таке спогад:
|  | Офіцери розбіглися; сам полковник 25-го запасного полку Меркулов теж втік, обіцяючи помститися нам ... |

ї
В період Української Держави Меркулов очолював Бахмутську міську варту.

## Нагороди
- У 1915 році був нагороджений Георгіївською зброєю.[3]
- У 1916 році був нагороджений Орден Святого Георгія 4-го ступеня.[3]
- Пораненого в боях під Львовом, йому «за відміну в справах проти ворога» «височайшим наказом» від 30 січня 1916 року було надано орден Святої Анни 4-го ступеня з написом «За хоробрість».